# Samuel Dalembert
Samuel Davis Dalembert (ur. 10 maja 1981 w Port-au-Prince) – kanadyjski koszykarz pochodzenia haitańskiego, występujący na pozycji środkowego.
Dalembert mając dwa lata przeprowadził się wraz z rodziną do Montrealu, gdzie to rozpoczął pierwsze treningi koszykarskie. Po ukończeniu szkoły średniej zdecydował się kontynuować naukę na Seton Hall University w New Jersey, gdzie grał w drużynie uczelnianej Seton Hall Pirates. Po dwóch latach tam spędzonych, Dalembert zgłosił się do draftu NBA 2001, w którym to został wybrany z numerem 26 przez Philadelphia 76ers. W przeddzień draftu NBA 2012 został wymieniony do Milwaukee Bucks. Podczas odbywającego się 5 lutego 2013 roku spotkania Bucks przeciwko Denver Nuggets, Dalembert zanotował rekordowe w karierze 35 punktów, trafiając 17 z 21 rzutów z gry.
19 lipca 2013 Dalembert, jako wolny agent, podpisał kontrakt z Dallas Mavericks.
25 czerwca 2014, wraz z José Calderónem, Shane'em Larkinem, Wayne'em Ellingtonem i dwoma wyborami w drugiej rundzie draftu 2014, trafił do New York Knicks w zamian za Tysona Chandlera i Raymonda Feltona. 5 stycznia 2015 został przez nich zwolniony.
6 sierpnia 2015 roku podpisał jako wolny agent umowę z klubem Dallas Mavericks.

## Osiągnięcia
Stan na 4 kwietnia 2018, na podstawie, o ile nie zaznaczono inaczej.
NCAA
- Uczestnik rozgrywek Sweet 16 turnieju NCAA (2000)
- Wybrany do I składu najlepszych pierwszorocznych zawodników Big East (2000)

NBA
- Laureat J. Walter Kennedy Citizenship Award (2010)[9]
- Lider play-off w średniej zbiórek (2005)[10]

Reprezentacja
- Brąz Kontynentalnego Pucharu Marchanda (2007)
- Uczestnik:
  - mistrzostw Ameryki (2007 – 5. miejsce)
  - kwalifikacji olimpijskich (2008)
- Lider mistrzostw Ameryki w blokach (2007)

## Statystyki w NBA
Na podstawie Basketball-Reference.com (ang.)

### Sezon regularny
| Sezon   | Drużyna      | M   | S5  | MPG  | FG%   | 3P%  | FT%   | RPG  | APG | SPG | BPG | PPG  |
| ------- | ------------ | --- | --- | ---- | ----- | ---- | ----- | ---- | --- | --- | --- | ---- |
| 2001/02 | Philadelphia | 34  | 0   | 5,2  | 44,0% | –    | 38,9% | 2,0  | 0,1 | 0,2 | 0,4 | 1,5  |
| 2003/04 | Philadelphia | 82  | 53  | 26,8 | 54,1% | 0,0% | 64,4% | 7,6  | 0,3 | 0,5 | 2,3 | 8,0  |
| 2004/05 | Philadelphia | 72  | 60  | 24,8 | 52,4% | –    | 60,1% | 7,5  | 0,5 | 0,6 | 1,7 | 8,2  |
| 2005/06 | Philadelphia | 66  | 52  | 26,7 | 53,1% | 0,0% | 70,5% | 8,2  | 0,4 | 0,5 | 2,4 | 7,3  |
| 2006/07 | Philadelphia | 82  | 82  | 30,9 | 54,1% | 0,0% | 74,6% | 8,9  | 0,8 | 0,6 | 1,9 | 10,7 |
| 2007/08 | Philadelphia | 82  | 82  | 33,2 | 51,3% | 0,0% | 70,7% | 10,4 | 0,5 | 0,5 | 2,3 | 10,5 |
| 2008/09 | Philadelphia | 82  | 82  | 24,8 | 49,8% | 0,0% | 73,4% | 8,5  | 0,2 | 0,4 | 1,8 | 6,4  |
| 2009/10 | Philadelphia | 82  | 80  | 25,9 | 54,5% | –    | 72,9% | 9,6  | 0,8 | 0,5 | 1,8 | 8,1  |
| 2010/11 | Sacramento   | 80  | 46  | 24,2 | 47,3% | 0,0% | 73,0% | 8,2  | 0,8 | 0,5 | 1,5 | 8,1  |
| 2011/12 | Houston      | 65  | 45  | 22,2 | 50,6% | 0,0% | 79,6% | 7,0  | 0,5 | 0,6 | 1,7 | 7,5  |
| 2012/13 | Milwaukee    | 47  | 23  | 16,3 | 54,2% | 100% | 69,1% | 5,9  | 0,4 | 0,4 | 1,1 | 6,7  |
| 2013/14 | Dallas       | 80  | 68  | 20,2 | 56,8% | 0,0% | 73,7% | 6,8  | 0,5 | 0,5 | 1,2 | 6,6  |
| 2014/15 | New York     | 32  | 21  | 17,0 | 43,8% | –    | 70,0% | 5,3  | 0,9 | 0,4 | 1,3 | 4,0  |
| Razem   |              | 886 | 694 | 24,4 | 52,1% | 8,3% | 70,6% | 7,8  | 0,5 | 0,5 | 1,7 | 7,7  |

### Play-offy
| Sezon | Drużyna      | M  | S5 | MPG  | FG%   | 3P% | FT%   | RPG  | APG | SPG | BPG | PPG  |
| ----- | ------------ | -- | -- | ---- | ----- | --- | ----- | ---- | --- | --- | --- | ---- |
| 2005  | Philadelphia | 5  | 5  | 38,4 | 55,3% | –   | 40,0% | 12,8 | 0,4 | 0,4 | 1,4 | 11,6 |
| 2008  | Philadelphia | 6  | 6  | 32,2 | 42,2% | –   | 84,2% | 9,5  | 0,5 | 0,3 | 1,7 | 9,0  |
| 2009  | Philadelphia | 6  | 6  | 22,2 | 64,0% | –   | 75,0% | 7,8  | 0,5 | 0,3 | 1,5 | 5,8  |
| 2013  | Milwaukee    | 1  | 0  | 9,0  | 0,0%  | –   | 25,0% | 3,0  | 0,0 | 1,0 | 0,0 | 1,0  |
| 2014  | Dallas       | 7  | 7  | 19,3 | 45,8% | –   | 66,7% | 8,4  | 0,0 | 0,3 | 1,4 | 4,6  |
| Razem |              | 25 | 24 | 26,5 | 50,3% | –   | 63,2% | 9,2  | 0,3 | 0,4 | 1,4 | 7,2  |